# Inman Jackson
Inman Jackson (Chicago, 7 marzo 1907 – Chicago, 6 aprile 1973) è stato un cestista statunitense.
Dal 2022 è membro del Naismith Memorial Basketball Hall of Fame.
Ha giocato negli Harlem Globetrotters sin dalla fondazione della squadra, secondo solo al fondatore Abe Saperstein.

## Palmarès
- Campione World Professional Basketball Tournament (1940)